# Kairo (eksperimentalfilm)
Kairo er en dansk eksperimentalfilm fra 1978.
Baggrunden for filmen er, at Poul Gernes i 1978 tog til Egypten, hvor han optog en hel del filmruller, der dog aldrig blev redigeret til en færdig film. Steen Møller Rasmussen har på baggrund af optagelserne skabt filmen i 1997. Gernes' synkroniseringsklap er medtaget, så man både ser Gernes i aktion og forstår, at der har været et lydspor.

## Handling
Et portræt af Poul Gernes' blik på Egypten - ikke mindst hans interesse i forskellige konstruktioner til at hejse vand op med.